# 野﨑由之
野﨑 由之（のざき よしゆき、2000年2月8日 - ）は、日本の男子プロバスケットボール選手である。ポジションはシューティングガード。B.LEAGUEの富山グラウジーズ所属。

## 来歴
千葉県出身。
市立船橋高校から専修大に進学し、インカレスリーポイント王を受賞。
2022年に富山グラウジーズと特別指定選手契約を結ぶ。
2022年、富山グラウジーズとプロ契約。